# Antonio Ranz Romanillos
Antonio Ranz Romanillos (Barcones, província de Sòria, 13 de juny de 1759 - Madrid, 30 de desembre de 1830) fou un hel·lenista, jurista i humanista espanyol.

## Biografia
Provenia d'una il·lustre família en la qual hi havia molts clergues i diplomàtics, a més d'un governador de Burgos, un alcalde de Sigüenza, un inquisidor a Còrdova i fins a un racioner de la Seu de Saragossa. Era fill de Manuel Ranz i d'Ana Romanillos, va estudiar al mateix temps en el Seminari i en la Universitat menor de Sigüenza, on el 13 de febrer de 1778 va aconseguir el grau de batxiller en Arts. A Saragossa va rebre el grau de batxiller en Lleis el 25 d'abril de 1778 i en Cànons el 24 d'abril de 1780. Va ser nomenat substitut a la Universitat de Saragossa i en 1781 oposità a una canongia a Osma i a l'any següent a una altra de Saragossa; encara que va aprovar la primera, va preferir dedicar-se a l'advocacia.
Va ingressar com a acadèmic honorari de Sant Ferran, i va ser ministre del crim i oïdor de l'Audiència d'Aragó entre 1790 i 1800. Supernumerari de l'Acadèmia de la Llengua i de la d'Història en 1802, i numerari d'aquesta última en 1807 gràcies al pròleg que va compondre a l'edició de Las Siete Partidas. Aquest mateix any es va casar amb Josefa del Castillo y Falcón. Cavaller de l'orde de Carles III en 1808.
Va actuar després com a secretari de la Junta de Baiona, i va ser el tercer a signar la Constitució després de Josep I i Urquijo. Josep I el va nomenar conseller d'Estat i d'Hisenda. En l'èxode josefí va preferir quedar-se a Esquivias (Toledo), per la qual cosa el govern josefí li va embargar els béns. El cas és que jugava a dues baralles, ja que la Junta Suprema Central li va confiar una missió a Londres en 1809 després de la qual va ser rehabilitat el quatre de maig de 1809, cosa que li permetrà prendre part en la redacció de la Constitució de Cadis. El 6 de febrer de 1812 ocupa la cartera d'Hisenda fins al 22 d'abril, en què és nomenat Conseller d'Estat fins a maig de 1814. El 16 d'octubre és nomenat conseller d'Hisenda una altra vegada. Entre 1817 i 1819 està a Còrdova i torna al Consell d'Estat el 2 d'abril de 1820, càrrec en el qual roman durant tot el Trienni liberal, 1820-1823. En 1823 es trasllada amb el govern a Sevilla; no obstant això, no el va seguir fins a Cadis i segueix a Sevilla en 1825. Està a Lebrija entre 1828 i 1829. Mor a Madrid en 1830.

## Obres
Traduí La religión de Louis Racine en 1786 i publicà un Desengaño de malos traductores el mateix any. Però les traduccions més memorables són del grec: Las oraciones y cartas del padre de la elocuencia Isòcrates, Madrid, 1789 i, sobretot, poc abans de morir completà la traducció íntegra de les Vidas paralelas de Plutarc, Madrid, 1821-1830. En el pròleg a aquesta versió encareix el mèrit de l'autor i jutja les traduccions anteriors d'Alfons de Palència, Diego Gracián i Juan Castro de Salinas (o sia, Francisco de Enzinas i adverteix que en el seu treball va seguir l'edició de Brian (Londres, 1729), llavors tinguda per la més correcta. També avisava que tenia treballades i pensava publicar la seva versió d'un corpus de textos grecs sobre Sòcrates integrat pels diàlegs de Plató referents a la seva acusació i mort (Apología, Critón, Fedón) i per l' Apología de Sócrates i un extracte dels records o Memòries de Sòcrates de Xenofont, però va morir abans de veure'ls publicats.

## Edicions
- Las Oraciones y Cartas del Padre de la Eloqüencia Isócrates, ahora nuevamente traducidas de su original griego, e ilustradas con notas, por Don Antonio Ranz Romanillos. Madrid: Imprenta Real, 1789, 3 vols.
- Las Vidas Paralelas de Plutarco. Traducidas de su original griego en lengua castellana por el Consejero de Estado D. Antonio Ranz Romanillos, individuo de número de las Academias Española y de la Historia, y consiliario de la de Nobles Artes de San Fernando, &. Madrid: Imprenta Nacional, 1821-1830, 5 vols.